# Metropolis (Griekse oudheid)
Metropolis (Oudgrieks: μητρόπολις / mētrópolis; letterlijk "moederstad") was de naam gegeven door de inwoners van een apoikia (Oud-Griekse kolonie) aan de polis waar haar stichters van afkomstig waren.

## Relatie tussenmetropolisenapoikia
De relatie tussen de metropolis en de apoikia werd door de inwoners van Corcyra (een apoikia van het oude Korinthe) als volgt omschreven: "dat iedere kolonie (apoikia) zo lang ze goed behandeld wordt, haar moederstad (metropolis) eert, maar wanneer zij verongelijkt wordt zich van haar vervreemdt. Kolonisten worden niet uitgezonden om de slaven, maar om de gelijken te zijn van hen die thuisblijven." Hieruit blijkt dat men een apoikia als een soevereine polis of staat beschouwde, hoewel er ook uitzonderingen op de regel bekend waren. Zo zond Korinthe jaarlijks Korinthiërs als voornaamste magistraten (δημιουργοί / dēmiourgoí) van de apoikia naar Potidaea.

## Geld
Men kon een merkwaardig verband opmerken in het geld van apoikiai met dezelfde metropolis. Het meest frappante voorbeeld is dat van de apoikiai van Phocaea, Massalia en Elea: